# Гордана Матковић
Гордана Матковић (Београд, 15. март 1960) српски је економиста, демограф, експерт за социјалну политику.

## Биографија
Рођена је 15. марта 1960. године у Београду. Завршила је Економски факултет Универзитета у Београду, а докторирала је на Филозофском факултету са темом из демографије. Радила је у Економском институту, Београд од 1984. до 2000. године на пројектима из области тржишта радне снаге, демографије и социјане области.
Била је министар за социјална питања у владама Зорана Ђинђића и Зорана Живковића 2000—2004. године и дала битан допринос у реформама пензијског система, социјалне заштите и породичних односа.
Од 2004. године директор је студија социјалне политике у Центру за либерално-демократске студије. 2007. је постала саветник за социјална питања председника Републике Србије Бориса Тадића.
Има сина Јована (рођен 1988) који је гитариста групе „Barock“.